# 论自由意志
奧古斯丁的著作《論自由意志》（On Free Choice of the Will）其中探討了自由意志的本質、惡的問題、惡的起源，以及自由意志與道德責任之間的關係。
本書分為四卷，每一卷都建立在前一卷的基礎上。 第一卷以奧古斯丁（Augustine）和埃沃迪烏斯（Evodius）之間關於自由意志的本質及其與人類行為的關係的對話為特色。 討論還涉及到邪惡的問題，奧古斯丁認為這挑戰了自由意志的概念。

## 大綱
一、引言
奧古斯丁及其著作《論意志的自由》的背景信息，著作的目的和範圍
二、第一卷：Augustine與Evodius的對話
- Augustine與Evodius對話的概述
- 由意志的本質及其與人類行為的關係
- 邪惡問題及其如何挑戰自由意志的概念

三、第二卷：Augustine對批評的回應
- 批評者對Augustine自由意志觀點的批評概述
- Augustine對其立場的辯護和觀點的澄清
- 恩典在自由意志行使中的作用

四、第三卷：邪惡的起源
- 邪惡起源問題及天主存在的問題
- Augustine對Manichaean邪惡觀的回應
- 邪惡的概念作為善的缺乏或不足

五、第四卷：道德責任的問題
- 自由意志與道德責任之間的關係
- 知識和無知在道德責任中的作用
- Augustine自由意志觀點對倫理決策的影響

六、結論
- Augustine主要論點和貢獻的摘要
- 《論自由意志》對哲學和神學的重要性。